# 过氧酰基硝酸酯

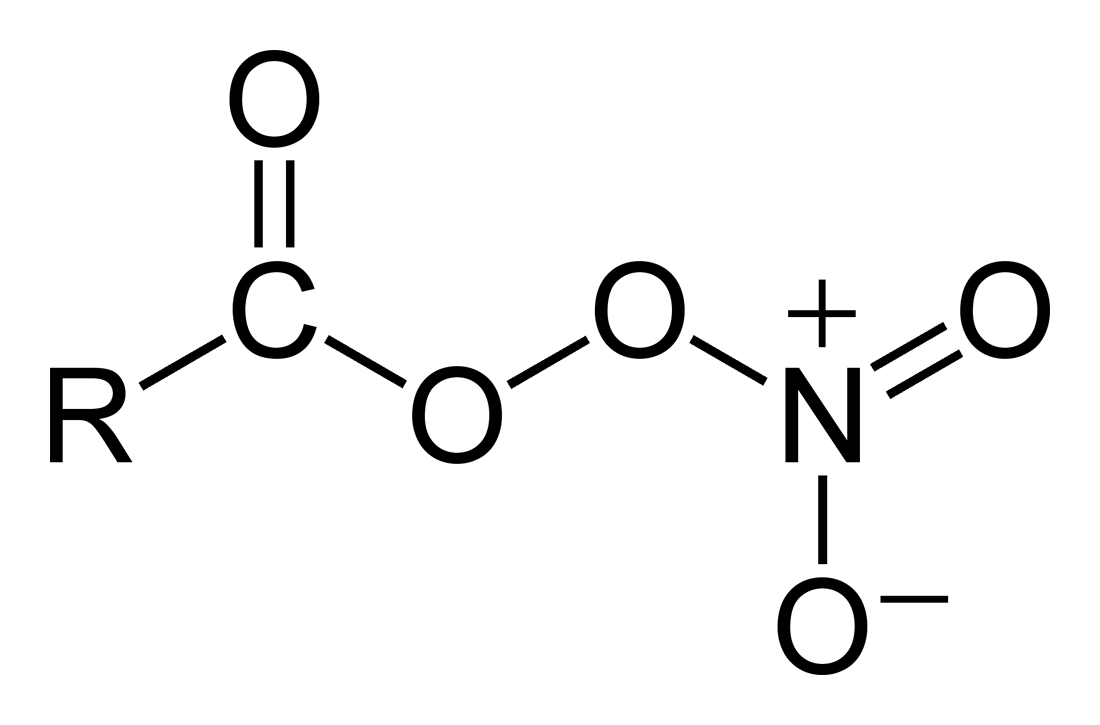
过氧酰基硝酸酯的通式

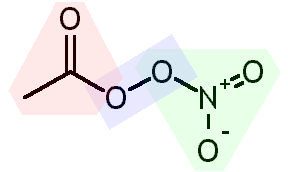
最常见的PAN——过氧乙酰硝酸酯

过氧酰基硝酸酯（Peroxyacetyl Nitrates；PANs 或 Acyl peroxy nitrates；APNs），是洛杉矶型烟雾（光化学烟雾）中的主要二次污染成分之一。它不是由人类活动或是自然活动所产生的直接排放物，而是在光的参与下，乙（某）醛与氫氧自由基通过氧气生成过氧乙（某）酰基，再与二氧化氮反应制得。它不仅是光化学烟雾中刺激眼睛的主要有害物，而且是造成皮肤癌的可能致变剂，还是植物的毒剂。事实上，正是对光化学污染条件下洛杉矶圣盖博谷中农作物病变的研究直接导致了这种“新型”化合物的发现。

## 特性
PAN在大气中的解离主要有光解和热解两种机制，在室温条件下，PAN的寿命大约几个小时。但是在零度左右，热解的反应速率会降低几个数量级。正因为这个特性，在特定的气象条件下，在对流层底部产生的PAN一旦被传输到温度比较低的对流层上部，它的寿命就可以达到几个月之久。所以，PAN事实上是NOx的有效载体，能被远距离传输，在远离污染源的地方重新回到地面的时候被热解，产生PA自由基和NO2,影响当地对流层臭氧的平衡。
和臭氧一样，PAN的产生受揮發性有機化合物（VOC）和NOx化学的控制。对于不同的VOC，会产生不同的硝酸酯产物。这些不同的产物的相对分布，为研究对流层臭氧的产生机制，提供了线索。